# ビルグ (マルタ)
ビルグ（またはバーグ、マルタ語:Il-Birgu、イタリア語:Vittoriosa) は、マルタの首都バレッタの南東、グランド・ハーバーを挟んだ小さな半島にある。「ヴィットリオーザ（勝利の町）」の名でも知られる城郭都市で、セングレア、コスピクアとともに「3都市」（en:Three Cities） を構成している。

## 概要
ビルグの歴史は古く、その起源は中世にまで遡る。船の安全な停泊のために理想的な場所に位置しており、マルタの海上、商業及び軍事活動で非常に重要な役割を果たしてきた。
1530年から1571年まで、聖ヨハネ騎士団の拠点及びマルタの事実上の首都として機能した。ビルグは、1565年のマルタ包囲戦でマルタ軍の防衛拠点だった。辛くもオスマン帝国軍を撃退したが、市街地は廃墟と化した。このため、戦後にマルタの新首都としてバレッタが建設された。
20世紀初頭には6000人以上の人口を擁していたが、 長年にわたり人口が減少し、2014年3月時点での人口は2,629人である。

## 歴史
ビルグはフェニキア、ギリシャ、ローマ、ビザンティン、アラブ、ノルマン、アンジュー、アラゴン王国、聖ヨハネ騎士団によって発展した。
聖ヨハネ騎士団はオスマン帝国によってロードスから追放された後、新しい所在地としてマルタが与えられた。 1526年に各言語を代表する8人の騎士からなる委員会をマルタに派遣した。前首都イムディーナは内陸部にあり海軍の運用に適さなかったため、首都をビルグに遷都した。
1530年代に要塞化され、1550年代にはオスマン帝国の攻撃に備えて都市が強化された。この強化には狭い通路で都市から離れた大きな要塞である聖アンジェロ砦の建設も含まれていた。砦と都市の間は跳ね橋によって結ばれていた。
1565年には騎士団とオスマン帝国の間で大きな戦いがあった（マルタ包囲戦）。 騎士団による4ヶ月間の防衛成功の後、8月にオスマン軍に攻略されそうになったが、ジャン・ド・ヴァレット率いる騎士団が奪還した。1ヶ月後にシチリアからの援軍が到着し、オスマン帝国軍は撤退した。
この後、シェベラス半島に新首都バレッタが建設された。1571年には騎士団は修道院と居所を新首都に移し、ビルグはその重要性を失った。にもかかわらず、包囲戦の後、ビルグはイタリア語で「勝利の都市」を意味するチッタ・ヴィットリオーザ（Città Vittoriosa）という称号を与えられた。
1798年にナポレオンによってマルタが奪取された後、フランス軍はこの都市に駐留した（フランスのマルタ占領）。直ぐにマルタ人が反撃を計画し、英国、ポルトガル、ナポリの支援を受けたマルタの反乱軍によってグランド・ハーバーを包囲した。フランス軍は最終的に1800年9月に降伏し、マルタは英国の保護国となった。イギリス海軍の地中海艦隊はビルグに拠点を置き、1979年まで駐留した。
1806年、ビルグの火薬爆弾が爆発し、200人以上が死亡した。 
ビルグはマルタ造船所に近接しているため、第二次世界大戦中にドイツ軍、イタリア軍の激しい空襲を受けた。ビルグ時計塔やオーベルジュ・ダレマーニュなど多くの歴史的建造物が破壊された。
近年、マルタ政府とマルタ共和国軍事騎士団の合意により、騎士団はマルタ島に戻った。この協定は99年間有効で、マルタ騎士団にビルグの聖アンジェロ砦の独占使用を許可している。